# Тьма человеческая
«Тьма человеческая» (англ. Darkness of Man) — американский боевик с Жан-Клодом Ван Даммом в главной роли. Сценаристом, режиссёром и сопродюсером выступил Джеймс Каллен Брессак .
Фильм вышел на VOD в марте 2024 года.

## Сюжет
Агент Интерпола Рассел Хатч должен стать опекуном маленького Джейдена, сына его покойной возлюбленной, которая работала его информатором и погибла во время полицейской операции. Он даёт торжественное обещание матери мальчика обеспечить безопасность её сына и его дедушки.
На фоне войны между преступными группировками в Лос-Анджелесе он должен выполнить своё обещание, чего бы это ни стоило, защищая их от надвигающейся угрозы.

## В ролях
- Жан-Клод Ван Дамм — Рассел Хатч
- Кристанна Локен — Клэр
- Эмерсон Мин — Джейден Спенсер
- Спенсер Бреслин — Крис Липкий
- Стики Фингаз — Йейтс
- Шеннен Доэрти — Вивиан